# Centralamerikansk rall
Centralamerikansk rall (Aramides albiventris) är en fågel i familjen rallar inom ordningen tran- och rallfåglar.

## Utbredning och systematik
Fågeln förekommer från Mexiko (i norr till södra Oaxaca och södra Tamaulipas) söderut på båda sluttningarna till Nicaragua och nordöstra Costa Rica. Den behandlas antingen som monotypisk eller delas in i fem underarter med följande utbredning:
- Aramides albiventris mexicanus – södra Mexiko
- Aramides albiventris vanrossemi – södra Mexiko till sydvästra Guatemala och västra El Salvador
- Aramides albiventris albiventris – Yucatánhalvön, Belize och norra Guatemala
- Aramides albiventris pacificus – Honduras och Nicaragua
- Aramides albiventris plumbeicollis – nordöstra Costa Rica

Den behandlades tidigare som en del av gråhalsad rall (A. cajaneus) och vissa gör det fortfarande.

## Status och hot
Arten har ett stort utbredningsområde och en stor population, men tros minska i antal, dock inte tillräckligt kraftigt för att den ska betraktas som hotad. Internationella naturvårdsunionen IUCN kategoriserar därför arten som livskraftig (LC).